# 番禺會所華仁小學

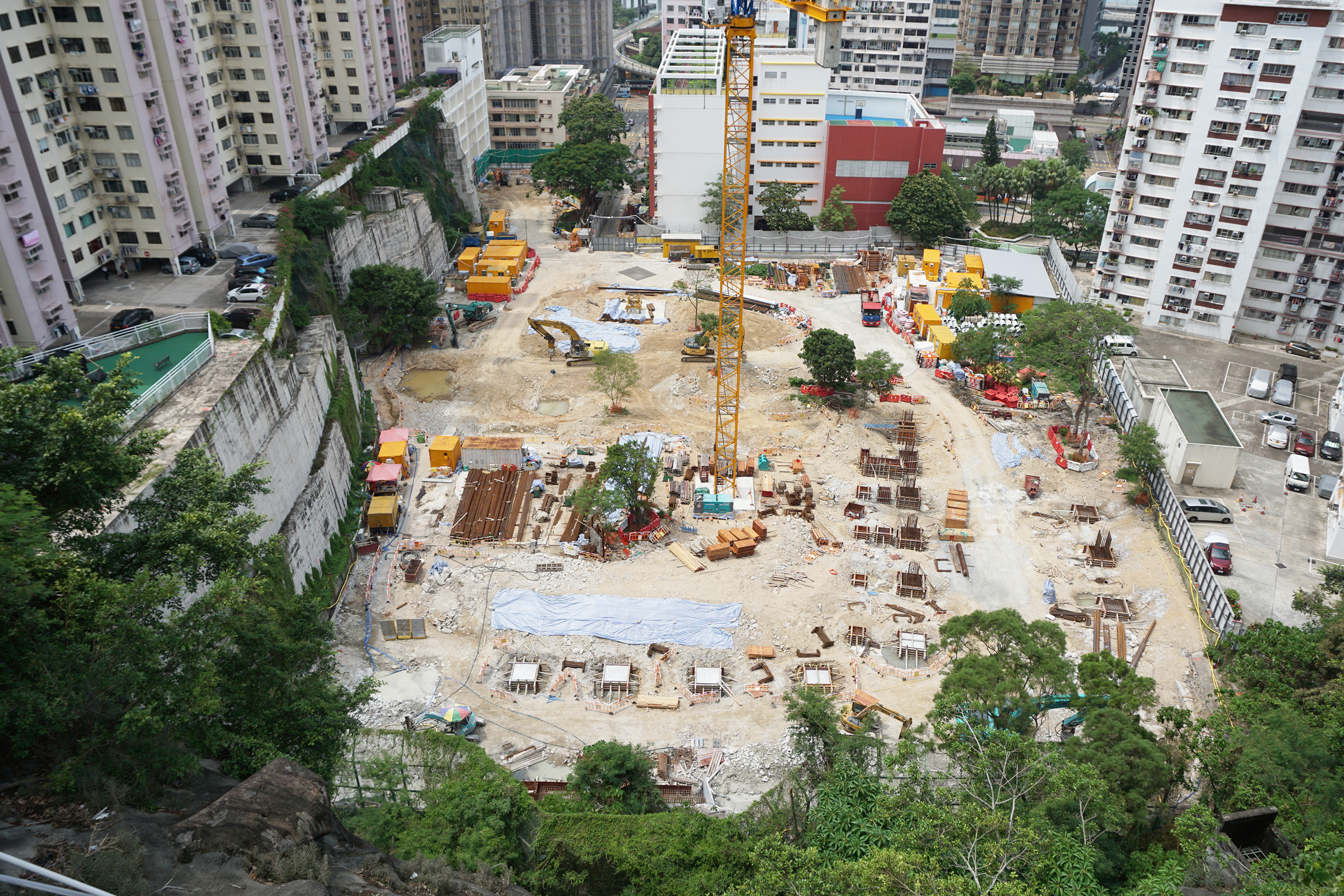
北角百福道新校舍地盤，2016年8月

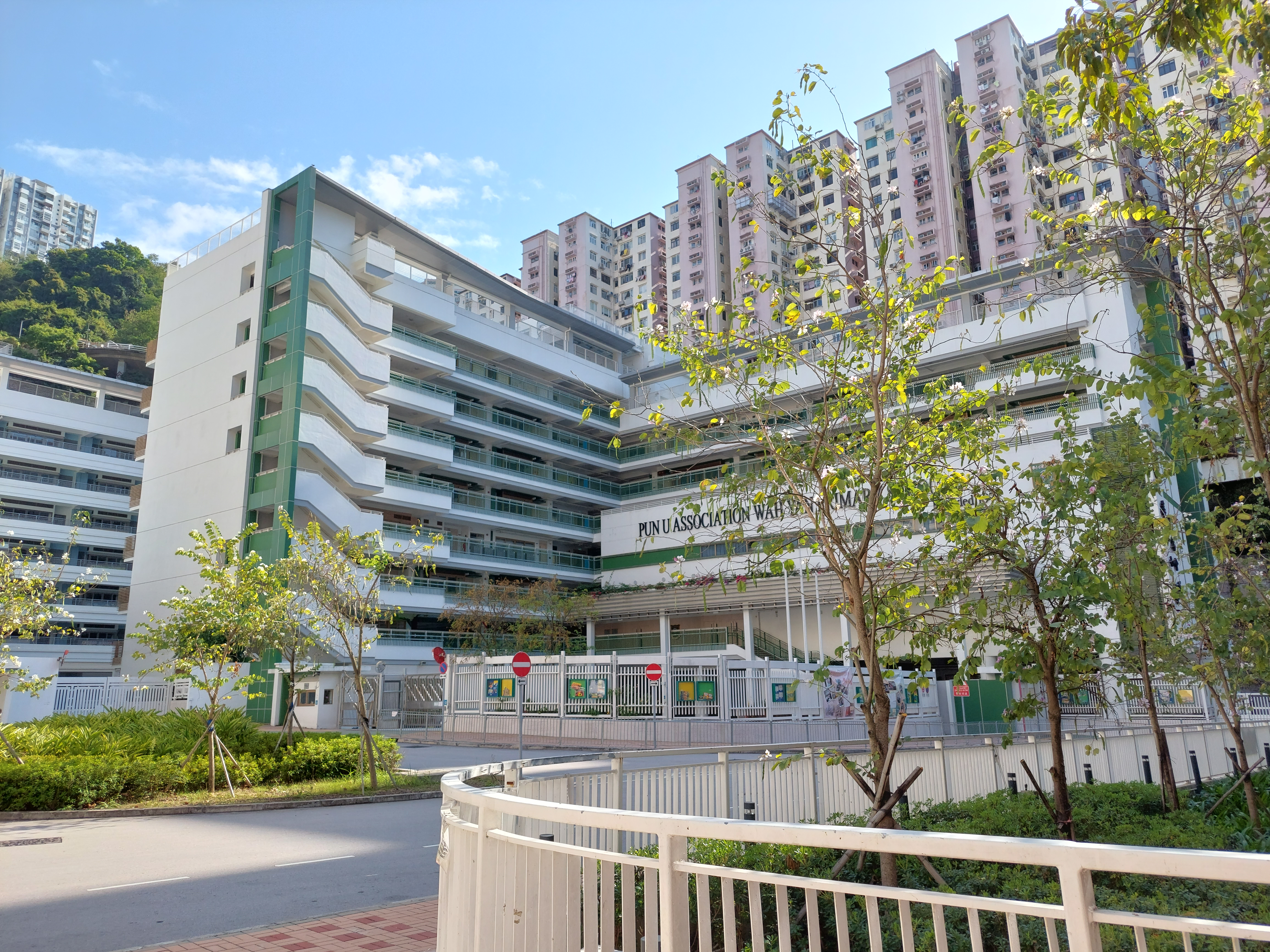
番禺會所華仁小學新校舍

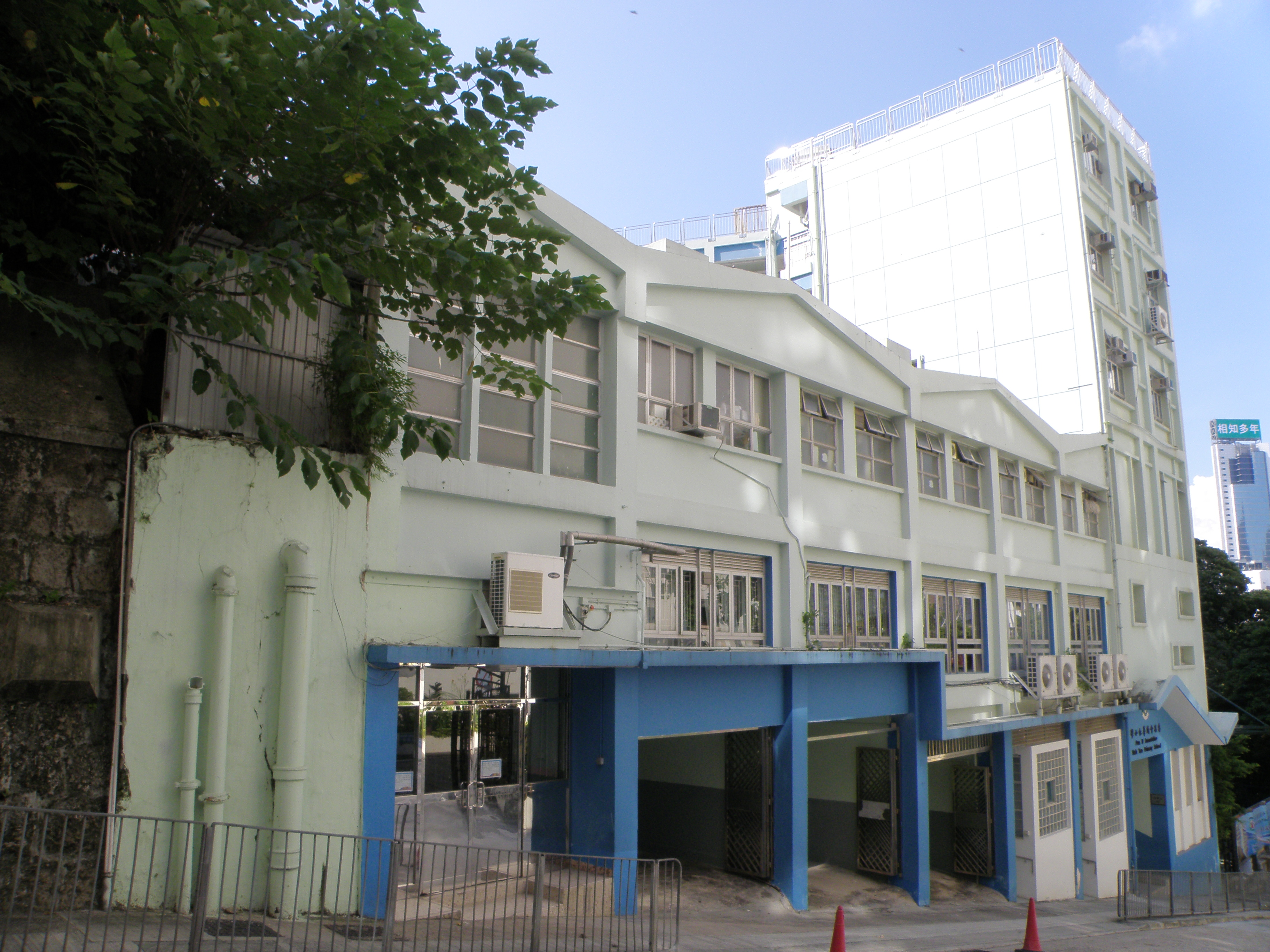
灣仔肇輝台舊校舍，現為香港航空青年團總部暨訓練中心

番禺會所華仁小學（英語：Pun U Association Wah Yan Primary School）是香港一間由旅港番禺會所和耶穌會創辦的政府全日制津貼著名小學，成立於1971年。該校以粵語為主要教學語言，校訓為「禮仁勤信」，香港華仁書院為其直屬中學。

## 歷史
旅港番禺會所獲政府撥出香港灣仔司徒拔道肇輝台1F地皮興建小學，校舍於1963年建成，當時招收男女生。後來由於旅港番禺會所未能開辦中學，為使畢業生能順利升中，會所接納時任校長兼香港華仁書院校友高福申之建議，和耶穌會商討與港華建立直屬關係，1971年兩校正式結盟，番禺會所學校遂改名為番禺會所華仁小學，並可使用港華之設施舉行活動（如畢業典禮及彌撒等）。華小此後只招收男生，原有女生獲准留校至畢業，所有教職員獲留用，並招聘新教師，耶穌會委派連民安神父出任校長，林英偉先生任副校長。林其後於1977年升任校長，連神父轉任校監。
為使學生有更多時間學習及參加課外活動，校方決定改為全日制。由於肇輝台校舍只有12個課室，不足以同時容納所有學生，無法實行全日制，故校方須覓地興建新校舍。2012年，此校連同北角衛理小學，獲政府撥出北角百福道2號前警察宿舍地皮建校。新校舍原定於2018年夏季落成啓用，但因工程延誤，學校繼續以半日制形式在舊校舍上課至2019年4月4日，並於最後上課日舉行告別晚會，逾千師生、家長及校友回校送別。搬遷工作隨即進行，4月23日起於新校舍授課，5月6日起實施全日制，成為全港最後一間轉全日制的小學。2020年1月11日，新校舍正式舉行開幕禮。至於原址則改建為香港航空青年團新總部暨訓練中心，2025年3月9日啟用。

## 校政管理

### 歷任校監
番禺會所學校
- 1963年－1971年：謝雨川 先生[8]

番禺會所華仁小學
- 連民安 神父[9]
- 勞伯壎 神父

### 歷任校長
過往校長一職通常由副校長升任，但校方近年改變政策，2013年委任當時於九龍華仁書院任職的陳岡博士為校長。
番禺會所學校
- 1963年－1971年：高福申 先生

番禺會所華仁小學
- 1971年－1977年：連民安 神父（Father Joseph Mallin SJ）
- 1977年－1994年：林英偉 先生
- 1994年－1998年：譚黃金蘭 女士
- 1998年－2000年：李少莘 先生[9]
- 2000年－2007年：林團沛 先生
- 2007年－2013年：錢耀堃 先生
- 2013年－2023年4月17日：陳岡 博士
- 2023年4月18日 - 2023年8月31日：黃淑儀 女士（署理校長）
- 2023年9月1日起：周秉濤 先生（現任校長）

## 學校設施
共有8層，除了有24個課室、校務處、1個教員室，2個電腦室外，還有位於地下的雨天操場、會議室、小賣部和多用途操場。

## 班級結構
每級有4班：禮（C）、仁（B）、勤（M）及信（I），共24班，不按成績分班，每班都有不同程度的學生。

## 上課時間
上課時間是上午7:35，而星期二及五的下課時間為下午2:00，星期一、三及四的下課時間為下午2:40。每天正常有7節課，每週上課5天，周末毋須上課，學生須留校午膳。

## 科目
中文、普通話、英文、數學、常識、電腦、視覺藝術、音樂、體育和倫宗。

## 教學語言
除英文和普通話外，其他科目以粵語授課。

## 成績評核
為了讓新生有更多時間適應小學生活及教學模式，小一全年及小二上學期不設測驗及考試，教師將根據學生於課堂之表現評分；小二下學期每科有1次測驗及1次考試，小三至小五每科有1次測驗及2次考試，小六則有3次考試（2次呈分試及畢業試）。考試於11月及翌年6月舉行，測驗及小六最後呈分試則於3月舉行。小五下學期及小六首2次考試之成績將被呈交教育局作中學學位分配計分用途。畢業試成績只影響學生校內最終排名及獎項得主，不呈交教育局。

## 課外活動
| 種類     | 項目                                                                   |
| -------- | ---------------------------------------------------------------------- |
| 數理     | 奧林匹克數學班、mBot機械人製作班                                       |
| 語文     | 中文辯論隊、英文辯論隊、英語集誦隊、法文（基礎班/進階班）              |
| 消間娛樂 | 圍棋、國際象棋、中國象棋、康樂棋、衝上雲霄、魔術班、動畫製作班、烹飪班 |
| 體育     | 花式跳繩、游泳、籃球、排球、田徑、羽毛球、網球、乒乓球、足球           |
| 音樂     | 合唱團、中樂團、弦樂團、管樂團、手鈴隊、手鐘隊及其他中西樂興趣班       |
| 社會服務 | 紅十字少年團、童軍                                                     |
| 宗教     | 基督小先鋒、道理班                                                     |
| 自然科學 | 園藝組                                                                 |

## 升中派位近況
過去香港華仁書院曾每年預留116個中一學位予該校畢業生，1977年更為超額的第一组別學生提供额外10個學位，惟現在學位已減至79個（約一半學額，包括自行分配學位），全級排名80名或以後之學生將被派往其他中學，故並非所有第一組別學生都能升讀該校。學生亦可申請自行分配學位，但須與其他學校學生競爭，須通過面試。

## 著名校友
- 周守仁：天主教香港教區主教（1972年小六）
- 何猷啟：澳門何鴻燊家族後人
- 何猷君：澳門何鴻燊家族後人
- 顏福偉：白花油國際有限公司執行董事兼行政總裁
- 黃德几：金利豐證劵研究部執行董事
- 盛品儒：前亞洲電視執行董事
- 陳浩濂：財經事務及庫務局副局長[10]
- 林定國，SC：前大律師公會主席、資深大律師、律政司司長
- 譚智勇：現任香港中文大學眼科中心總監，香港中學會考九優狀元，香港高級程度會考三優狀元
- 林雲浩：現任香港高等法院原訟庭法官，香港中學會考九優狀元，香港高級程度會考四優狀元
- 曹思豪：MOS House Group Ltd. 主席兼行政總裁、俊匯集團行政總裁、博愛醫院總理
- 羅啟豪：第一屆《中年好聲音》季軍得主，平面設計師，現任無綫電視藝員及男歌手
- 倪震：香港作家，商人
- 歐陽萬成: 香港裔美國男演員、棟篤笑演員和作家
- 李克勤：香港歌手及演員
- 鄭嘉穎：香港歌手及演員
- 張智霖：香港歌手及演員
- 房祖名：香港歌手及演員[11]
- 譚永浩：香港歌手及演員
- 蘇耀宗：細蘇，香港商業電台 DJ、司儀、配音人
- 郭偉安：前香港電台 DJ，新城電台 FM 99.7 啟播 DJ
- 陸嘉榮：已故香港足球門將，曾入選香港足球代表隊
- 余德丞：前香港游泳青年軍，無綫電視兒童節目主持人、體育評述員及演員
- 何鈞傑：香港乒乓球運動員，2016年夏季奧林匹克里約奧運會代表
- 劉為豐：南華足球隊十六歲以下成員，無綫電視兒童節目《放學ICU》的主持。
- 董學賢：已故馬評人董驃之幼子，曾任賽馬節目主持，現經營化妝品生意。
- 葉子匡: 著名精神科醫生
- 高世章: 音樂劇及電影作曲家。曾獲「Richard Rodgers Development Award」、金馬獎及多個音樂獎項。
- 陳岡：前番禺會所華仁小學校長、前九龍華仁書院校長、前香港華仁書院老師。
- Tyson Yoshi：香港男歌手、Rapper。
- 梁卓偉，GBS，JP：香港大學李嘉誠醫學院前院長、前行政長官辦公室主任、前食物及衛生局副局長、香港賽馬會慈善及社區事務執行總監